# La Mort Noir Dans Esch/Alzette
La Mort Noir Dans Esch/Alzette est un album live du groupe de drone doom américain Sunn O))), sorti en mai 2006 sur Southern Lord Records. Le CD était vendu lors d’une tournée en 2006, disponible à 1 000 exemplaires numérotés.
Le concert a eu lieu à Esch-sur-Alzette, au Luxembourg.

## Liste des pistes
1. Orthodox Caveman – 6:16
2. Hallow-Cave – 21:59
3. Reptile Lux – 13:26
4. CandleGoat/Bathori – 21:55

## Personnel
- Stephen O'Malley - Guitare, basse
- Greg Anderson (en) - Guitare, basse